# Eupelmus vesicularis
Eupelmus vesicularis is een vliesvleugelig insect uit de familie Eupelmidae. De wetenschappelijke naam is voor het eerst geldig gepubliceerd in 1783 door Retzius.